# (856) Backlunda
(856) Backlunda ist ein Asteroid des Hauptgürtels, der am 3. April 1916 vom russischen Astronomen Sergej Ivanovich Beljavski am Krim-Observatorium in Simejis entdeckt wurde.
Benannt ist der Asteroid nach dem schwedischen Astronomen Oskar Backlund.

## Name
Dieser Kleinplanet wurde nach dem in Schweden geborenen russischen Astronomen Oskar Backlund (1846–1916) benannt, der für die Erforschung der Umlaufbahn von Kometen, insbesondere der des Kometen Encke, bekannt ist. Die Namensgebung wurde 1955 in The Names of the Minor Planets von Paul Herget erwähnt (H 84). Der Astronom wird auch durch den 75-Kilometer-Mondkrater Backlund geehrt.